# Calladita estás más guapa (película)
Calladita está más guapa (Sois belle et tais-toi) es un documental francés dirigido por Delphine Seyrig, rodado en 1976 y estrenado en 1981. En el documental una veintena de actrices francesas, inglesas y estadounidenses narran el trato que reciben y el sexismo en la industria del cine. La película toma prestado su título de la película del mismo nombre dirigida por Marc Allégret en 1958, haciendo referencia al lugar que las actrices entrevistadas declaran tener que ocupar en su vida profesional.

## Sinopsis
El documental consiste en una serie de entrevistas realizadas por Delphine Seyrig a veintitrés actrices francesas, inglesas, americanas y quebequenses que hablan sobre su experiencia profesional, los papeles que se les ofrecen y su relación con los directores y los equipos técnicos. 

## Ficha técnica
- Título: Sois belle et tais-toi (Calladita estás más guapa)
- Realización: Delphine Seyrig
- Dirección de fotografía: Carole Roussopoulos
- Edición: Ioana Wieder, Carole Roussopoulos
- País de origen:    Francia
- Productoras: Delphine Seyrig, Studio 43
- Fecha de rodaje: 1976
- Formato: Blanco y negro - Sonido monofónico - 35 mm
- Género: Documental
- Duración: 115 minutos
- Fecha de lanzamiento: Francia, 4 de marzo de 1981

## Intervienen
- Jenny Agutter
- Juliet Berto
- Ellen Burstyn
- Candy Clark
- Jill Clayburgh
- Patti D'Arbanville
- R. de Gregorio
- Marie Dubois
- Louise Fletcher
- Jane Fonda
- Luce Guilbeault
- Shirley MacLaine
- Mallory Millet-Jones
- Mady Norman
- Millie Perkins
- Rita Renoir
- Delia Salvi
- Maria Schneider
- Barbara Steele
- Susan Tyrrell
- Viva
- Anne Wiazemsky
- Cindy Williams